# Каміль Рихліцкі
Ка́міль Рихлі́цкі (або Каміль Рихліцький, нід. Kamil Rychlicki; нар. 1 листопада 1996, Еттельбрюк) — люксембурзький волейболіст польського походження, догравальник, гравець італійського клубу «Сір Сафети Конад» з Перуджі та національної збірної.

## Життєпис
Народжений 1 листопада 1996 року в м. Еттельбрюк.
Грав у клубах «Штрассен» (Люксембург, 2011—2016; у грудні 2011 клуб став автором гучної сенсації, перегравши в розіграші Кубка виклику ЄКВ у «золотому» сеті італійський «Каса» (Модена), у складі якої грав, зокрема, українець Андрій Дячков), «Ноліко» (Маасейк, Бельгія, 2016—2018), італійських «Консар» (Равенна, 2018—2019) і «Кучине Лубе Чивітанова» (2019—2021).
Цікаво, що саме помилка Каміля на подачі дозволила його колишній команді «Кучине Лубе Чивітанова» здобути «чемпіонське» очко сезону 2021—2022. 

### Досягнення
- Переможець клубної першости світу 2019
- Чемпіон Люксембургу: 2014, 2015, 2016
- Чемпіон Бельгії 2018
- Чемпіон Італії 2021
- Чемпіон Європи серед малих країн: 2015, 2017
- Володар Кубка Люксембургу: 2013, 2014, 2015, 2016
- Володар Суперкубка Бельгії 2016